# Aubigny-en-Laonnois
Aubigny-en-Laonnois es una comuna francesa, situada en el departamento de Aisne, de la región de Alta Francia.

## Demografía
| 168 | 124 | 85 | 94 | 120 | 114 | 117 | 106 |
| Para los censos de 1962 a 1999 la población legal corresponde a la población sin duplicidades (Fuente: INSEE [Consultar]) |     |    |    |     |     |     |     |